# Річечка
Річечка — річка в Україні, в Мурованокуриловецькому районі Вінницької області. Ліва притока Лядової (басейн Дністра) за 26 км від її гирла.

## Опис
Довжина річки 7,2 км, площа басейну - 23,6 км². Формується з багатьох безіменних струмків та водойм.

## Розташування
Бере початок на південному сході від Віножу. Спочатку тече на південний схід понад Немерчем, а потім переважно на південний захід і на південно-східній околиці Ломазіва впадає у річку Лядову, ліву притоку Дністра.